# Rhynchospora careyana
Rhynchospora careyana là loài thực vật có hoa trong họ Cói. Loài này được Fernald miêu tả khoa học đầu tiên năm 1918.